# Línguas Sepik-Ramu
As 'línguas Sepik - Ramu são uma hipotética língua familiar, que liga as línguas Sepik, Ramu, Nor-Pondo (Baixa Sepik), Leonhard Schultze (Walio - Papi), e famílias Yuat, juntamente com o Taiap língua isolar, proposta por Donald Laycock em 1973.
Todos dizem que Sepik-Ramu consiste de uma centena de línguas do rio Sepik e rio Ramu, com bacias hidrográficas do norte da Papua-Nova Guiné, faladas por apenas 200.000 pessoas. As línguas tendem a ter simples fonologias, com poucas vogais e consoantes normalmente sem tons.
A mais conhecida língua Sepik - Ramu é Iatmül. O mais populosos são Iatmül, línguas Ndu Abelam e Boiken, com cerca de 35000 falantes.
Malcolm Ross reavaliou a Sepik-Ramu em 2005 e não encontrou nenhum indício de que forma uma família válida.

## Classificação
Esta lista é um espelho do artigo Ethnologue (aqui).
 'Sepik - Ramu filo' (com base em Laycock 1973)
- Taiap (80 falantes)
- Leonard Schultze
  -  'Walio': Walio, Pei, Yawiyo, Tuwari (700 falantes)
  -  'Papi': Papi, Suarmin (200 falantes)
- Nor - Pondo(6 idiomas)
  -  'Nor': Murik, Kopar (1200 falantes)
  -  'Pondo': Chambri, Yimas, Karawari, Angoram, (12 000 falantes)
- Ramu subphylum (37 línguas)
  - Ramu  (29 línguas)
    - Grass  (5 idiomas)
      - Banaro
      -  'Grass': Kambot, Aion, Adjora, Gorovu

    -  'Arafundi': Alfendio, Meakambut
    - Annaberg (3 idiomas)
      - Rao
      -  'Aian': Anor, Aiome

    - Ruboni (8 idiomas)
      -  'Ottilien': Watam, Gamei, Kaian, Bosman,  Awar
      -  'Misegian': Giri, Sepen, Mikarew

    - Goam (11 línguas)
      -  'Ataitan': Andarum, Igom, Tangu, Tanguat
      -  'Tamolan': Romkun, Breri, Kominimung, Igana,  Akrukay, Itutang, Midsivindi

  - Yuat - Langam (13 línguas)
    -  'Mongol - Langam': (Langam, Mongol, Yaul)
    - Yuat - Maramba
      - Maramaba
      -  'Yuat': Changriwa, Kyenele, Mekmek, Miyak,  Biwat (Mundugumor), Bun
- Sepik subphylum (50 línguas)
  -  'Biksi': Kimki, Yetfa (a nível de grupo ou familiares mais próximos?)
  - Upper Sepik
    - Abau
    -  'Iwam': Iwam, Sepik Iwam, Amal
    -  'Wogamusin': Wogamusin, Chenapian

  -  'Ram': Karawa, Bouye, Autu
  -  'Tama': Ayi, Pasi, Pahi, Mehek, Yessan - Mayo
  -  'Yellow River': Namie, Ak, Awun
  - Médio Sepik
    - Yerakai
    -  'Nukuma': Kwoma, Kwanga
    - Ndu: Iatmul, Ngala, Manambu, Kaunga, Abelam, Boiken, Sawos, Kwasengen

  - Sepik Hill
    -  'Sanio': Sanio, Paka, Gabiano, Piame, Bikaru, Hewa
    -  'Bahinemo': Bitara, Bahinemo, Mari, Bisis, Watakataui, Kapriman, Sumariup
    -  'Alamblak': Kaningara, Alamblak